# 纪实与虚构
《纪实与虚构》，王安忆的长篇小说，荣获人民文学奖。王安忆获第5屆纽曼华语文学奖时，提名者戴锦华选择《纪实与虚构》为王安忆的代表作。

## 写作和出版
1992年，《纪实与虚构》写完。

## 内容
王安忆母亲名叫“茹志鹃”，“茹”发源于北魏柔然族的一名奴隶“木骨闾”，在“社仑”手里曾称霸草原，后来被突厥族所灭。其子孙又跟着成吉思汗，在元朝建立后，又跟着“乃颜”造反，失败之后贬为“堕民”到浙江省。清朝，茹姓出了2名状元“茹敦和”、“茹棻”。其曾祖父到上海，母亲茹志娟曾住在孤儿院，和新加坡来的王啸平结婚生了王安忆。

## 主题和风格
《纪实与虚构》带有考古学和历史学背景，用“实”与“虚”讲述王安忆家系的传承。